# Datalogisk Afdeling (RUC)
Datalogisk Afdeling på Roskilde Universitet (RUC) var en del af 
Institut for Kommunikation, Virksomhed og informationsteknologier. Datalogisk Afdeling bedriver undervisning og forskning i datalogi (siden midt i 1970'erne) og informatik (fra 2007). Datalogisk Afdeling er fra 2016 en del af Institut for Mennesker og Teknologi (IMT).
Forskningsmæssigt satses der især på følgende områder 
- Programmering, logik og intelligente systemer
  - logik og vidensrepræsentation
  - vidensbaserede systemer og intelligent interaktion med systemer
  - programmeringssprog og programmeringsværktøjer

- Brugerdrevet IT-innovation
  - systemudvikling og HCI
  - Diffusion og adoption af IT
  - It-understøttet kommunikation

RUC-uddannede datalogikandidater (med baggrund i den naturvidenskabelige basisuddannelse, cand.scient.) er de næsthøjest betalte ifølge en opgørelse i Magisterbladets maj-udgave 2006.